# Riachão do Bacamarte
Riachão do Bacamarte is een gemeente in de Braziliaanse deelstaat Paraíba. De gemeente telt 4.319 inwoners (schatting 2009).